# Флаг Техаса

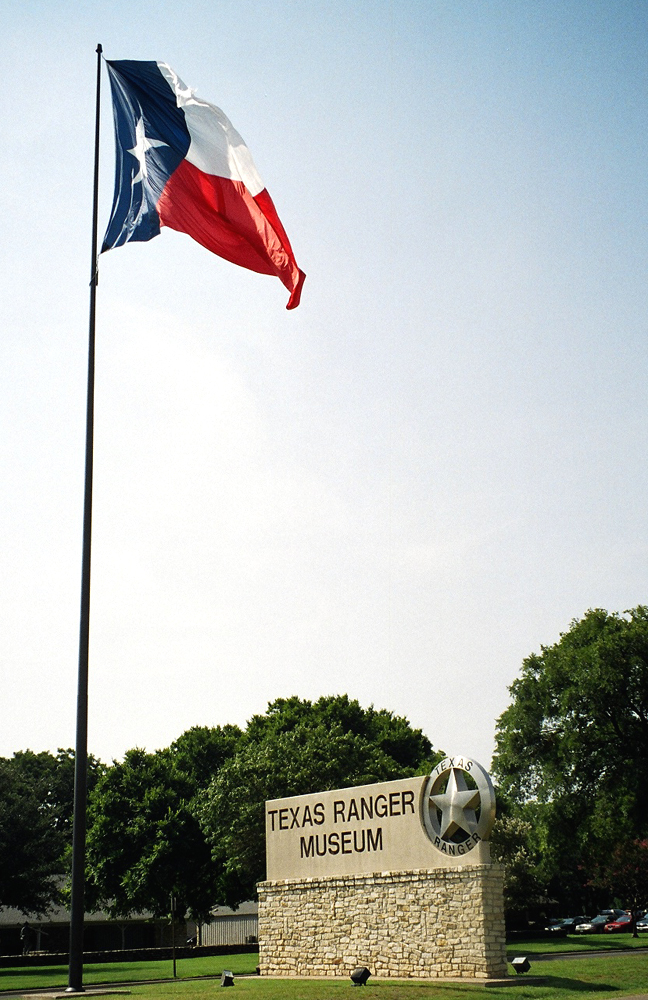
Флаг Техаса возле Зала славы и музея Техасских рейнджеров

Флаг Теха́са (англ. Flag of Texas) — один из государственных символов американского штата Техас; официально утверждён 25 января 1839 года изначально как флаг Республики Техас. Флаг Техаса, наряду с флагом Гавайев, — один из двух государственных флагов, который ранее служил национальным флагом независимой страны.

## Описание флага
Флаг представляет собой прямоугольное полотнище с соотношением высоты к длине как 2:3. Флаг разделён на две равновеликие горизонтальные полосы, верхняя полоса белого цвета, нижняя — красного. Слева (у древка) вертикальная синяя полоса шириной 1/3 от длины флага. В центре синей полосы пятиконечная звезда белого цвета, диаметр описанной окружности звезды равен 3/4 ширины синей полосы. Оттенки цветов флага такие же, как и у флага Соединённых Штатов Америки.
| Цвета   | Синий    | Белый       | Красный   |
| ------- | -------- | ----------- | --------- |
| Pantone | 282c     |             | 193c      |
| RGB     | 0-40-104 | 255-255-255 | 191-10-48 |
| HTML    | #002868  | #FFFFFF     | #BF0A30   |

## Символика флага
Согласно закону о флаге синий цвет символизирует верность, белый — чистоту, красный — храбрость. Звезда символизирует весь штат Техас и единство Бога, штата и страны. «Одинокая звезда» — символ, взятый с предыдущего флага, который символизировал солидарность техасцев в борьбе за независимость от Мексики. Ныне это трактуется как символ независимого духа штата Техас. «Одинокая звезда» дала прозвище штату — «Штат Одинокой Звезды».

## История флага
Флаг штата Техас, известный как «Флаг одинокой звезды» (англ. Lone Star Flag), был представлен на рассмотрение Конгресса Республики Техас 28 декабря 1838 года, сенатором Уильямом Уортоном, и 25 января 1839 года он был утверждён в качестве официального флага Республики Техас.
29 декабря 1845 года, Республика Техас подписала договор о вхождении в состав США, став впоследствии 28-м штатом Союза. Флаг республики стал флагом штата. В 1879 году были аннулированы все гражданские законы штата, возобновлённые после их пересмотра. Про закон о флаге вспомнили только в 1933 году, когда он и был повторно учреждён. Таким образом в 1879—1933 годах у штата формально не было своего флага.
Автор флага неизвестен. Некоторые утверждают, что некий доктор Чарльз Б. Стюарт из Монтгомери, является дизайнером флага или же нарисовал изображение, использованное Третьим конгрессом при принятии закона о принятии флага. Однако рисунок Стюарта «подозрительно похож на копию рисунка Питера Крага, включая перевернутую подпись президента Ламара». 

## История флагов Техаса

Флаг Французского Техаса 1685-1689
Флаг Испанского Техаса 1690-1785
Флаг Испанского Техаса 1785-1821
Флаг Первой Мексиканской Империи 1821-1823
Флаг Первой Мексиканской Республики 1823-1836
Флаг Республики Техас 1836-1839
Флаг Республики Техас 1839-1845
Флаг США 1845-1861
Флаг КША 1861-1865
Флаг Техаса 1865-н.в

### Революционные флаги
В революционные эпохи истории Техаса, в период испанского Техаса, мексиканского Техаса и во времена Техасской революции, появлялось большое количество и разнообразие флагов.

Изумрудный флаг 1812-1813
Гражданский и военный флаг Правительства Техаса 1816-1817
Флаг пирата Жана Лафита из Острова Гэвильтон 1817-1821
Флаг Полковника Джеймса Лонга

### Похожие флаги

Флаг Чили

Флаг Техаса похож на флаг Чили, впервые использованный в 1817 году. Однако у чилийского флага синий кантон с белой звездой, а не вся левая сторона синяя, а красная нижняя полоса начинается ниже синего кантона. Один из авторов предполагает, что и чилийский флаг, и флаг Техаса были разработаны для того, чтобы издалека, находясь в море, выглядеть как флаг Соединённых Штатов.